# Inarwa (Saptari)
Pour les articles homonymes, voir Inarwa.
Inarwa (en népalais : इनर्वा) est un comité de développement villageois du Népal situé dans le district de Saptari. Au recensement de 2011, il comptait 3 918 habitants.